# FAMILIA
『FAMILIA』（ファミリア）は、HOME MADE 家族が2007年3月14日にリリースした3枚目のアルバム。

## 解説
アルバムの発売に合わせて2007年5月～6月に『“FAMILIA”TOUR 』と題した全国12ヶ所、全15公演の全国ツアーが行われ、そのうち渋谷AXでの公演を収録したDVD『“FAMILIA”TOUR 2007 ～平成19年度しあわせ家族化計画～ in SHIBUYA AX』が2008年3月に発売された。なお、2008年1月リリースのシングル『おぼえてる。』初回限定版には本アルバム収録の「fantastic3 feat.SEAMO」のミュージック・ビデオと『“FAMILIA”TOUR 2007』DVDの予告編を収録したDVDが付けられた。

## 収録曲

### CD
1. Familogue (1:15)
2. We Are Family (4:01)
3. EVERYBODY NEEDS MUSIC (4:53)
9thシングル
トヨタ・bB CM曲[1]

1. Get Fun-Key★ ~space in your space~ (4:16)
2. fantastic 3 feat.SEAMO (4:06)
同じ名古屋出身のラッパー・SEAMOとのコラボ曲[1]
3. 流れ星 〜Shooting Star〜 (4:56)
11thシングル
テレビ東京系アニメーション「NARUTO -ナルト- 疾風伝」エンディングテーマ[1]
4. 君がくれたもの (4:39)
10thシングル
5. Brand New Day (4:49)
6. 真夏のダンスコール♥ (4:52)
7. Whats Going On !? (3:59)
8. フレッッッシュ! (1:49)
9. Brotherhood (4:53)
10. NEVER ENOUGH feat. K-MOON from AFRA & INCREDIBLE BEATBOX BAND (3:58)
11. FLAVA FLAVA with 常田真太郎 from スキマスイッチ (4:52)
12. ホームシック (5:09)
13. ミ・エ・ナ・イ・チ・カ・ラ (5:30)

### DVD
初回生産盤限定で以下の内容を収録したDVDが付けられた。
1. 真夏のダンスコール♥
2. EVERYBODY NEEDS MUSIC
3. 君がくれたもの
4. “FAMILIA”アルバム完成記念夕食会＠ファミリア
5. 特報!!!!

## カバー
流れ星 〜Shooting Star〜
- FLOW - 2023年8月30日発売のカバーアルバム『FLOW THE COVER 〜NARUTO縛り〜』に収録。